# Flamenc occidental
El flamenc occidental (neerlandès west vlams, en flamenc vlaamsch o vlaemsch) és un grup de dialectes del neerlandès llengua germànica occidental parlada a part de Flandes (Bèlgica) i a part del districte de Dunkerque (Nord), territori conegut com a Westhoek o Flandes francès. És present a ciutats com Bruges, Kortrijk, Oostende, Roeselare i Ieper. Hi ha un continu dialectal entre el flamenc occidental i els dialectes veïns, sobretot el flamenc oriental.

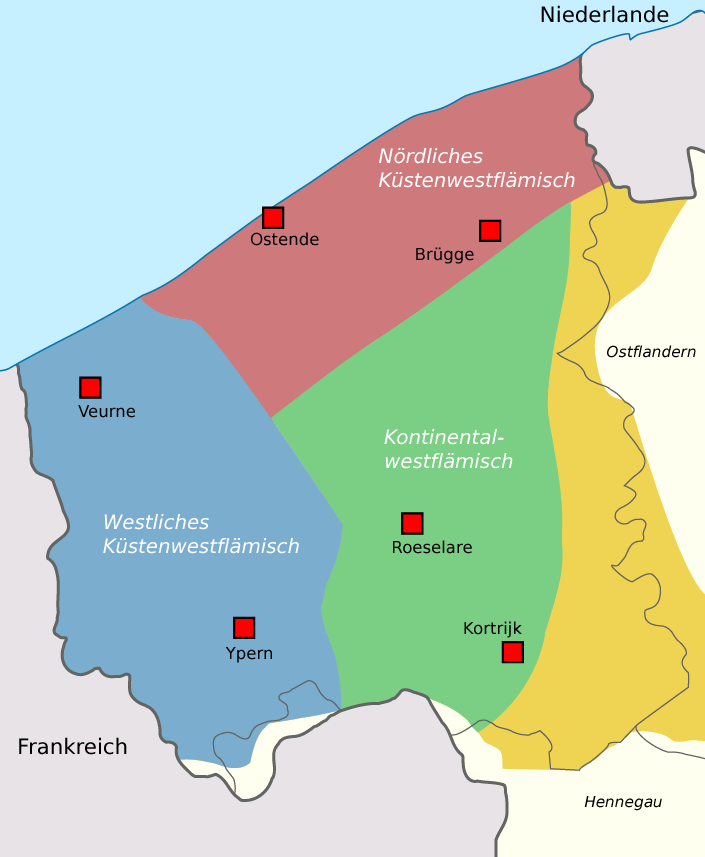
Dialectes del flamenc occidental

## Parlants
El flamenc occidental és parlat per prop d'un milió de persones a Flandes Occidental (Bèlgica), aproximadament 90.000 a l'oest dels Països Baixos (al districte de Flandes zelandès part de la província de Zelanda) i potser 20.000 a França, al districte de Dunkerque, al departament del Nord.
Els dialectes de la província neerlandesa de Zelanda, units sota el nom de zelandès (Zeeuws), són sovint classificats sota el nom de "flamenc occidental", però aquesta classificació és controvertida, ja que aquests dialectes tenen més similituds amb el neerlandès que amb el que normalment es coneix com a flamenc occidental. No obstant això, els dialectes que es parlen al districte de Flandes zelandès són generalment considerats part del grup de dialectes flamencs occidentals. El continu dialectal és més probable entre aquests dialectes i neerlandès, si hom pot imaginar una continuïtat entre una continuïtat geogràfica entre els dialectes i la continuïtat històrica entre els dialectes (que és anterior a la llengua oficial) i l'idioma oficial.

## Unes característiques
Les principals diferències entre el flamenc occidental i el neerlandès superen les diferències en la pronunciació. Hi ha moltes empremtes del francès i del picard. Així doncs, hi ha les paraules velo (en comptes de fiets neerlandès, equivalent a vélo, bicicleta en francès) o frigo (koelkast en neerlandès, réfrigerateur/frigo en francès). Fora del lèxic, el flamenc occidental presenta molts elements de la llengua de l'edat mitjana en el neerlandès oficial (Algemeen Nederlands o NA):
- Es mantenen antics pronoms, més sovint doblejats: «tu ets» = «JE zy(t) GIE» en flamenc occidental; « je bent» en neerlandès
- Doble negació : «Jo no bec pas» = «‘k EN drinken ik NIE» en flamenc occidental; «ik drink niet» en neerlandès.

El participi passat germànic occidental en 'ge-' que roman en llengua neerlandesa esdevé 'e-' (que es retroba a la Keure d'Hazebrouck (segle xiv)(y-) en flamenc occidental: ex : gedronken («borratxo») es pronuncia en neerlandès dels Països Baixos amb una G inicial forta (com la jota castellana o la CH alemanya a 'BaCH'); en neerlandès de Bèlgica amb la CH de l'alemany 'iCH' (sovint representat en lingüística per 'ç'); a l'oest de Bèlgica, aquesta 'G' esdevé 'h', i aleshores confon 'hulp' i 'gulp'. En flamenc occidental (a França), aquesta H desapareix completament i 'gedronken' es transforma en 'edrounken'.
La declinació germànica, desapareguda pràcticament en Neerlandès, i abolida a l'ortografia des del 1958, sobreviu una mica en flamenc occidental, encara que de forma irregular.
El flamenc oriental manté els tres gèneres (masculí, femení i neutre) als articles definits: den, de, het i indefinits ne, e, e en l'escriptura i la pronuncia mentrestant que al neerlandès només queden el de i el het, tot i que la -n final de den tendeix a desaparèixer davant la majoria dels consonants. El mot oto és masculí; és clar en flamenc occidental perquè diuen «DEN oto»  (el cotxe, neerlandès «de auto») o «met den oto» («amb cotxe»). Un neerlandès dubtarà entre masculí i femení, perquè dirà met DE auto, DE és masculí i femení. Igualment l'sch del neerlandès medieval es va mantenir mentrestant que va assimilar-se al neerlandès: vls: visschen nl.: vissen (peixos, o pescar). A la zona de Kortrijk es va mantenir la pronúncia sk: vissken (com en les llengües escandinaves fisk, anglés fish.
Un altre element típic és la «conjugació» de les paraules «ja» (si) i «neen»(no) que sempre són seguits per un pronom personal, sovint en una forma molt aglutinat.
- «Jaak, nink» aglutinat de «ja ik, nee ik» o en català jo sí, jo no, de vegades resforçat amb el prefix «mobbè»: mobbèjaak, mobbènink
- «Jaam, neem» = nosaltres no, nosaltres sí, resforçat: mobbèjaam, mobbèneem

A França, la reforma ortogràfica de la Unió de la Llengua Neerlandesa no s'ha imposat, i l'escriptura del flamenc occidental resta particular:
- «Jo visc a Steene, carrer Taerte» 
  - Algemeen Nederlands :  Ik woon in de Taartstraat in/te Stene.
  - Flamenc occidental : 'k weunen kik in de Toartestroate toe (o in) Steëne

### Fonètica
| Alemany | Neerlandès | Flamenc occidental | Anglès  |
| ------- | ---------- | ------------------ | ------- |
| sacht   | zacht      | zochte             | soft    |
| brachte | bracht     | brocht             | brought |
| ab      | af         | of                 | off     |

### Manlleus del francès
| Flamenc occidental  | Francès    | Neerlandès | Alemany |
| ------------------- | ---------- | ---------- | ------- |
| pertank             | pourtant   | nochtans   | dennoch |
| forsette o ferkette | fourchette | vork       | Gabel   |
| assiete o talôre    | assiette   | bord       | Teller  |
| couvers             | couverts   | bestek     | Besteck |
| frings              | freins     | remmen     | Bremsen |

## El flamenc occidental a França
A França, el flamenc occidental és la llista de la Delegació General per a l'idioma francès i les llengües de França com una de les 23 llengües regionals de la França metropolitana. És qualificada West Vlaamsch.
Per als habitants de la zona flamencòfona de França, el flamenc occidental era llengua materna generalitzada fins a mitjans del segle xx, després de les quals es reduí ràpidament a favor del monolingüisme francès.
L'Institut de la Llengua Regional Flamenca (Akademie Voor Nuuze Vlaamsche Tale) té com a objectiu promoure i desenvolupar una ortografia normalitzada. La corba de disminució de l'ús del flamenc en aquest segle al Westhoek francès (el districte de Dunkerque) es pot comparar amb la disminució de la pràctica del brabançó (també anomenat flamenc) a Brussel·les (vegeu francesització de Brussel·les). En ambdós casos, el francès era minoritari a la llar abans de 1900, i s'ha convertit força majoritari algunes dècades més tard. Però la comparació s'atura allà. Els processos substitució tenen causes i objectius diferents.

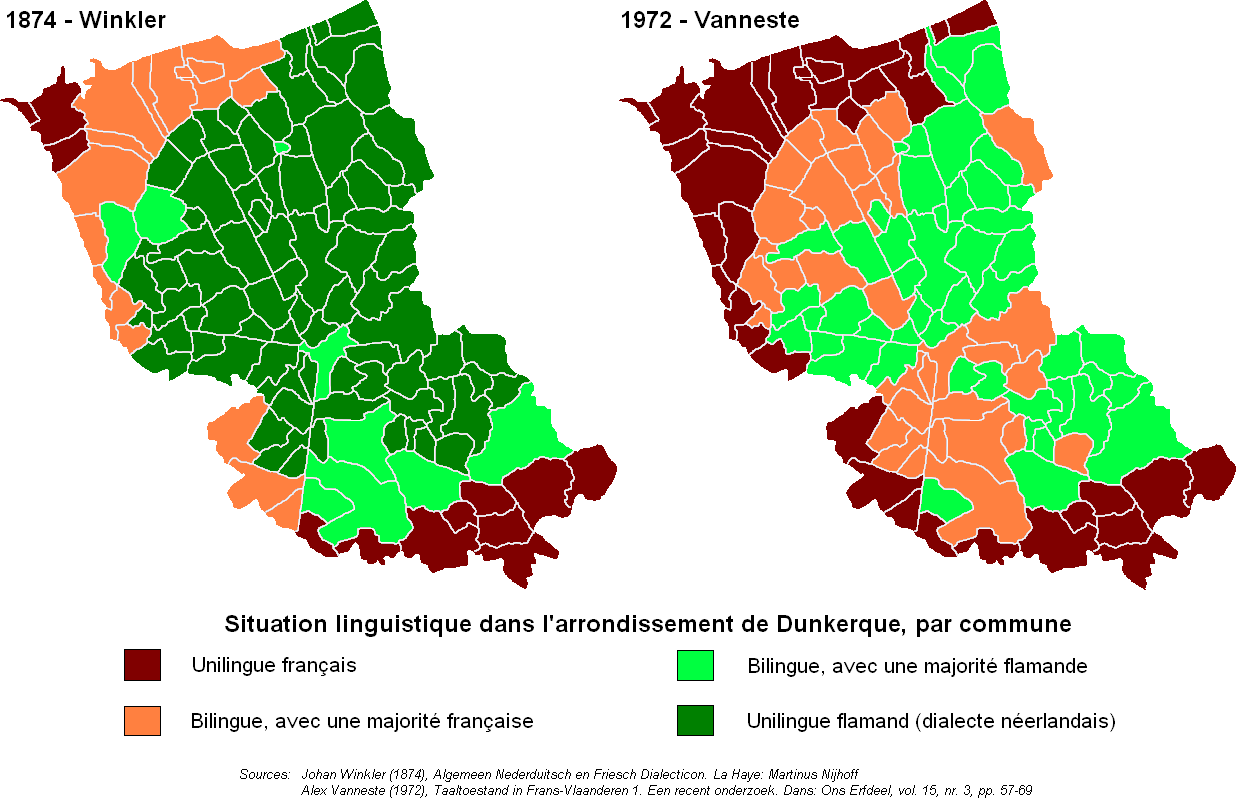
Evolució de la situació lingüística al districte de Dunkerque